# NGC 7562
NGC 7562 ist eine Elliptische Galaxie mit aktivem Galaxienkern vom Hubble-Typ E2 im Sternbild Fische auf der Ekliptik. Sie ist schätzungsweise 168 Millionen Lichtjahre von der Milchstraße entfernt und hat einen Durchmesser von etwa 105.000 Lichtjahren. Gemeinsam mit PGC 70880 (NGC 7562A) bildet sie ein gravitativ gebundenes Galaxienpaar.
Im selben Himmelsareal befinden sich u. a. die Galaxien NGC 7557, NGC 7564, NGC 7577, NGC 7591.
Das Objekt wurde am 25. Oktober 1785 von William Herschel entdeckt.